# Faventilla flava
Faventilla flava är en insektsart som först beskrevs av Frederick Arthur Godfrey Muir 1922.  Faventilla flava ingår i släktet Faventilla och familjen vedstritar. Inga underarter finns listade i Catalogue of Life.